# آخ
آخ (بالألمانية: Aach, Baden-Württemberg) هي مدينة وبلدة ألمانية تقع في ألمانيا في كونستانس (قضاء).[بحاجة لمصدر] يقدر عدد سكانها بـ 2,208 نسمة .